# Rhizocaulia
Rhizocaulia là một chi rêu trong họ Balantiopsaceae.